# Natalie Kauther

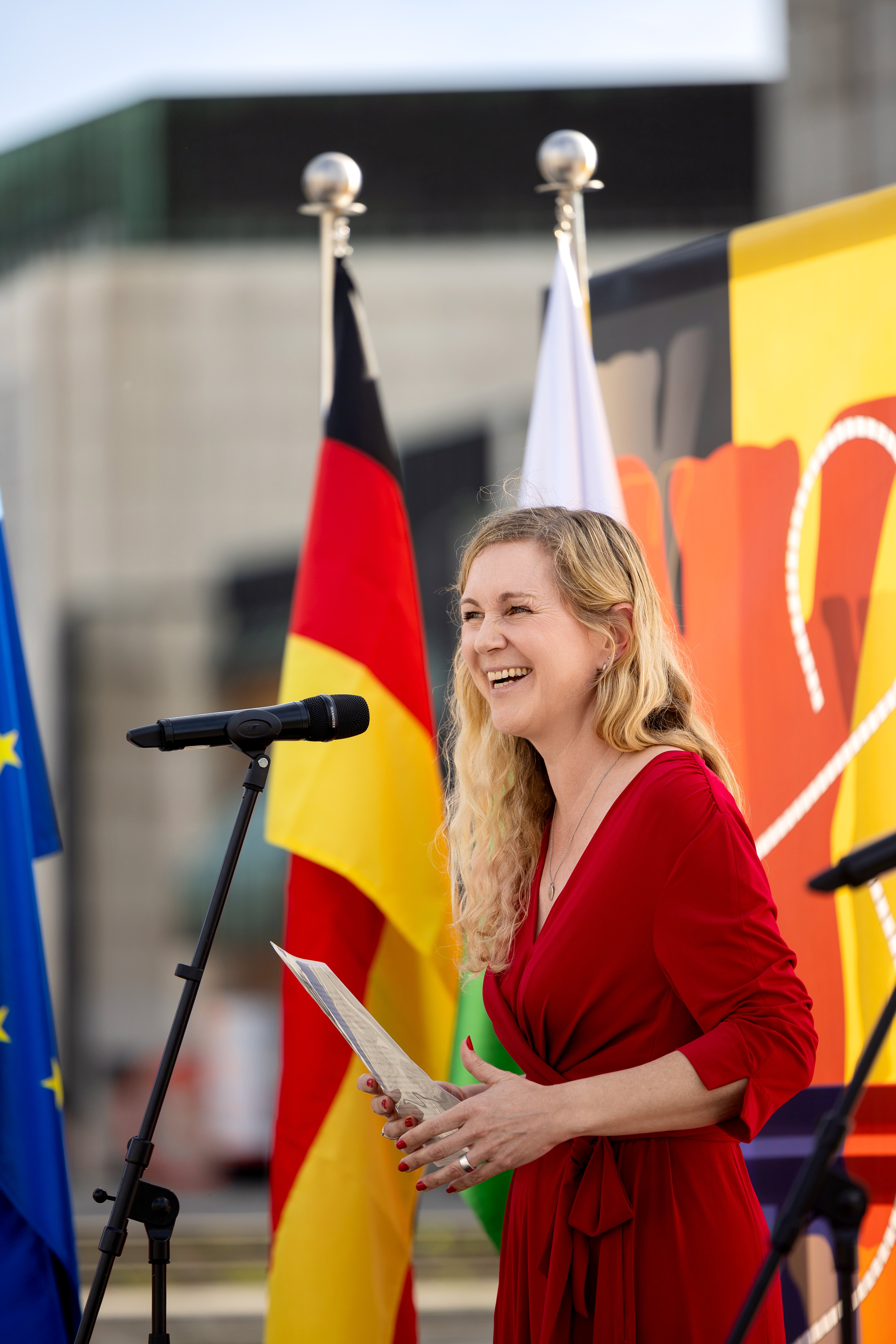
Nathalie Kauther (2024)

Natalie Kauther (* 5. November 1974 in Dortmund) ist eine deutsche Diplomatin. Sie war von 2020 bis 2024, zusammen mit ihrem Ehemann Adrian Pollmann (Job-Sharing), Botschafterin der Bundesrepublik Deutschland in Slowenien.

## Leben
Nach dem Abitur und Studiensemestern in Spanien und Frankreich studierte Natalie Kauther von 1995 bis 2001 Rechtswissenschaften an der Christian-Albrechts-Universität in Kiel, absolvierte von 2002 bis 2004 den Juristischen Vorbereitungsdienst und arbeitete bis 2005 als Referentin im Innenministerium von Nordrhein-Westfalen.
Natalie Kauther ist verheiratet mit dem Diplomaten Adrian Pollmann. Das Paar hat drei Kinder.

## Laufbahn
2005 trat sie in den Auswärtigen Dienst ein. Nach Abschluss des Vorbereitungsdiensts für den höheren Auswärtigen Dienst arbeitete Kauther bis 2009 im Auswärtigen Amt, von 2006 bis 2008 im Nahost-Referat und anschließend im Pressereferat.
Nach einer ersten Elternzeit (2009/2010) arbeitete Kauther bis 2013 als Pressereferentin an der Botschaft Washington, unterbrochen von einer weiteren Elternzeit (2011/2012).
Von 2013 bis 2015 nahm sie eine weitere Elternzeit und löste 2015 ihren Ehemann Adrian Pollmann, der dann in Elternzeit ging, als Ständige Vertreterin des Botschafters in Sarajevo, Bosnien-Herzegowina ab. 2016 ging das Ehepaar zurück nach Berlin und Kauther wurde zunächst Referentin im Ministerbüro, leitete von 2017 bis 2018 kommissarisch das Büro des Bundespräsidenten und arbeitete von 2018 bis 2020 als Referatsleiterin für Europapolitik, Beziehungen zu den Ländern Europas und des Kaukasus im Bundespräsidialamt.
Ab Juli 2020 war sie, zusammen mit ihrem Ehemann Adrian Pollmann, als Botschafter in Slowenien akkreditiert. Das Ehepaar teilte sich den Posten in einem Job-Sharing Modell und wechselte sich alle acht Monate in der Leitung der Botschaft ab. Im Sommer 2024 wurden sie im Botschafteramt von Sylvia Groneick abgelöst.